# Феррит никеля(II)
Феррит никеля(II) — неорганическое соединение,
комплексный оксид никеля и железа
с формулой NiFe2O4,
чёрные или коричневые кристаллы,
не растворяется в воде.

## Получение
- Прокаливание смеси оксидов:

{\displaystyle {\mathsf {NiO+Fe_{2}O_{3}\ {\xrightarrow {T}}\ NiFe_{2}O_{4}}}}

## Физические свойства
Феррит никеля(II) образует чёрные или коричневые кристаллы
кубической сингонии,
пространственная группа F d3m,
параметры ячейки a = 0,8357 нм, Z = 8.
Не растворяется в воде.

## Применение
- Компонент магнитных материалов.